# Gołąb wędrowny

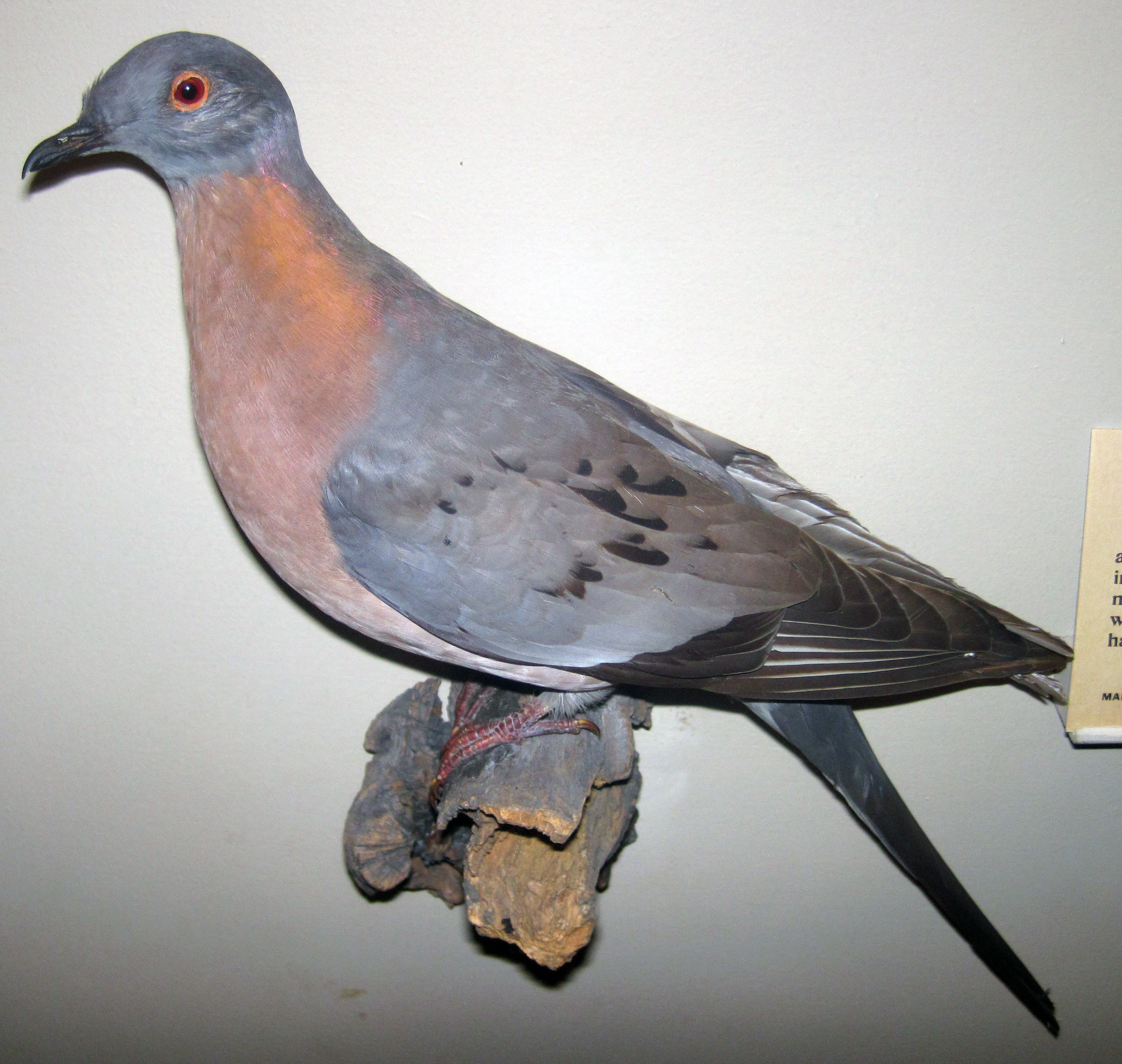
Wypchany okaz w Muzeum Historii Naturalnej w Chicago

Gołąb wędrowny (Ectopistes migratorius) – wymarły gatunek ptaka z rodziny gołębiowatych (Columbidae), zamieszkujący niegdyś Amerykę Północną. Był to prawdopodobnie najliczniej występujący gatunek ptaka zamieszkujący kulę ziemską.

## Taksonomia
Po raz pierwszy zgodnie z zasadami nazewnictwa binominalnego gatunek ten opisał Karol Linneusz w 1766 w 12. edycji Systema Naturae. Autor nadał mu nazwę Columba migratoria. Gołąb wędrowny był przedstawicielem monotypowego rodzaju Ectopistes utworzonego przez Williama Swainsona w 1827 roku. Ze względu na podobieństwo upierzenia do gołębiaka długosternego (Zenaida macroura) możliwe, że E. migratorius był blisko z nim spokrewniony. Międzynarodowy Komitet Ornitologiczny nie wyróżnia żadnych podgatunków gołębia wędrownego.

### Etymologia
Nazwa rodzajowa: greckie εκτοπιστης ektopistēs – wędrowiec, migrant < εκτοπιζω ektopizō – migrować, wyjechać za granicę.

Epitet gatunkowy: łacińskie migratorius – migrant, migrujący < migrator, migratoris – wędrowiec < migrare – migrować.

## Zasięg występowania i liczebność
Gołębie wędrowne występowały we wschodniej i centralnej Kanadzie i Stanach Zjednoczonych. Główne obszary lęgowe roztaczały się od Wielkich Jezior na wschód po stan Nowy Jork; zimowiska leżały w większości od Arkansas i Karoliny Północnej po stany leżące u wybrzeża Zatoki Meksykańskiej. W momencie odkrycia Ameryki Północnej przez Europejczyków żyło prawdopodobnie 3 do 5 miliardów gołębi wędrownych; możliwe, że stanowiły od 25 do 40% populacji wszystkich ptaków w Stanach Zjednoczonych.

## Morfologia
Długość ciała ok. 39–42 cm; samica mniejsza. Długość skrzydła 175–215 mm, ogona 175–210 mm, dzioba 15–18 mm, skoku 25–28 mm. Głowa i wierzch ciała samca były jednolicie szaroniebieskie z czarnymi pasami na zgięciu skrzydła oraz pokrywach skrzydłowych. Na gardle można było dostrzec nieco różowej opalizacji; z tyłu szyi pióra połyskiwały brązowo, zielono i fioletowo. Dolna część gardła i piersi były barwy jasnoróżanej; kolor ten stopniowo przechodził w biały aż do dolnej części brzucha. Tęczówki jasnoczerwone, drobny dziób czarny; nogi i stopy czerwone. Samicę odróżniało bardziej matowe upierzenie, szarobrązowa głowa i wierzch ciała oraz cynamonowy nalot na piersi.

## Ekologia
Środowiskiem życia gołębia wędrownego były lasy oraz różne nizinne obszary otwarte. Lęgi ptaki odbywały głównie w lasach z drzewami zrzucającymi liście lub mieszanych, ale gnieździły się także w lasach galeriowych. Większość pożywienia stanowiły bukwie, żołędzie, kasztany, nasiona i jagody; w lecie ptaki uzupełniały dietę o bezkręgowce. Żerowały głównie na ziemi w lasach, ale odwiedzały także przyległe obszary trawiaste i rolnicze. Były ptakami koczującymi, żyły i przemieszczały się w grupach liczących niekiedy miliony osobników. Ptaki podejmowały regularne wędrówki. Zimą osobniki z Kanady i północnych stanów USA przenosiły się do południowej części Stanów Zjednoczonych; zimowiska sięgały centralnego Meksyku. Według obserwatorów stada były tak liczne, że podczas ich przelotu robiło się ciemniej; wedle szacunków mogły lecieć z prędkością sięgającą 26 m/s.

### Lęgi
Gołąb wędrowny gniazdował kolonijnie; obszary kolonii miały kształt pasa. Niektóre mierzyły 65 km długości i jedynie kilka kilometrów szerokości. W latach 70. XIX wieku większość kolonii miała mieć wymiary około 15 na 5 km. Okres lęgowy trwał od marca do września, osiągając najintensywniejszy przebieg w kwietniu i maju. Gniazdo stanowiła niespójna platforma z luźno ułożonych gałęzi; niekiedy jaja mogły być widoczne od spodu. W zniesieniu było jedno lub dwa jaja o białej skorupce; ich wymiary to około 25–38 na 28–39 mm. Inkubacja trwała 12–13 dni, zaś młode po około 13–14 dniach stawały się w pełni opierzone.

## Status zagrożenia
Gołąb wędrowny to gatunek wymarły. Przyczyn wymarcia jest kilka; jako główne BirdLife International uznaje wycinkę lasów, przez co gołębie wędrowne traciły główne źródło pożywienia, polowania na dużą skalę oraz pomór rzekomy drobiu. Mimo że już wcześniej rdzenni mieszkańcy polowali na te gołębie, intensywne zabijanie ptaków rozpoczęło się dopiero w XIX wieku. Ze względu na kolonijny tryb życia ofiarą padało wiele ptaków naraz. Do metod polowań na gołębie wędrowne prócz odstrzału zalicza się łapanie ich w sieci, wypychanie młodych z gniazda kijami, zatrucia oparami palącej się siarki (ptaki z drzew spadały na ziemię). Ptaki odławiano na użytek własny lub celem sprzedaży; zdarzały się tak niskie ceny jak 50 centów za tuzin. Spadek liczebności zaobserwowano w latach 60. XIX wieku, mimo tego nie zaprzestano polowań. Przypuszcza się, że ostatni dziki osobnik został zastrzelony w roku 1900 w Ohio. W latach 1909–1912 American Ornithologists’ Union zaoferowało nagrodę w wysokości 1500 dolarów dla każdego, kto odnajdzie gniazdo lub kolonię gołębia wędrownego, jednak poszukiwania były bezskuteczne. 1 września 1914 o godzinie 15 w Cincinnati Zoo padł ostatni przedstawiciel gatunku, 29-letnia samica Martha (nazwana na cześć Marthy Dandridge Custis Washington); wcześniej, w 1910 padły dwa samce, które zamieszkiwały z nią w tym samym zoo. Jej ciało przekazano do Smithsonian Institution, gdzie wystawiana była w postaci wypchanego okazu z inskrypcją informującą o dacie śmierci, wieku ptaka i wymarciu gatunku. Obecnie wypchana Martha dalej znajduje się w zbiorach tejże instytucji, ale nie jest wystawiona; jedynie w ramach setnej rocznicy wymarcia gatunku pokazano wypchaną Marthę na wystawie Once There Were Billions (czerwiec 2014–wrzesień 2015). Wypchany okaz gołębia wędrownego znajduje się też w zbiorach Muzeum Przyrodniczego Uniwersytetu Wrocławskiego.